# Steve McClaren
Stephen „Steve” McClaren (ur. 3 maja 1961 w Yorku) – angielski trener piłkarski i piłkarz. Selekcjoner reprezentacji Jamajki
Jako zawodnik występował w klubach niższych lig. Był środkowym pomocnikiem Hull City, Derby County, Lincoln City, Bristol City i Oxford United. Sportową przygodę zakończył w wieku dwudziestu siedmiu lat z powodu kontuzji.
Szkoleniowe umiejętności zdobywał u boku Jima Smitha (1995–1999), Alexa Fergusona (1999–2001) i Svena-Görana Erikssona (2001–2006). Z pierwszym w sezonie 1995–1996 wywalczył awans do Premiership, z drugim – mistrzostwo i Puchar Anglii oraz Puchar Mistrzów (1999), z ostatnim zaś brał udział w Mundialach 2002 (ćwierćfinał) i 2006 (ćwierćfinał) oraz Euro 2004 (ćwierćfinał).
Pierwszą samodzielną pracę trenerską rozpoczął w czerwcu 2001 roku, kiedy został szkoleniowcem Middlesbrough FC. Przez pierwsze trzy sezony zespół udanie bronił się przed spadkiem z ligi. W 2004 roku zdobył Puchar Ligi Angielskiej i był to początek metamorfozy klubu. Na finiszu rozgrywek 2004–2005 Middlesbrough zajęło siódme miejsce, gwarantujące start w europejskich pucharach. Podopieczni McClarena, wśród których najważniejsze role odgrywali: bramkarz Mark Schwarzer, doświadczony obrońca Gareth Southgate, pomocnik Stewart Downing oraz napastnicy Mark Viduka i Massimo Maccarone, byli jedną z większych niespodzianek Pucharu UEFA 2005–2006. Po wyeliminowaniu m.in. VfB Stuttgart, Romy, FC Basel i Steauy Bukareszt 10 maja na stadionie w Eindhoven po raz pierwszy w historii zagrali w finale tych rozgrywek z Sevillą FC. Po golach Luísa Fabiano, Frédérica Kanouté i dwóch Enzo Mareski przegrali 0:4 i był to ostatni mecz McClarena w roli szkoleniowca Middlesbrough.
Po Mundialu 2006, w wieku 45 lat, zastąpił Erikssona na stanowisku selekcjonera reprezentacji Anglii. Jednak jego podopieczni, wśród których znajdowali się wówczas m.in. Frank Lampard, Steven Gerrard, Michael Owen, Wayne Rooney i David Beckham, w grupie eliminacyjnej do Euro 2008 zajęli dopiero trzecie miejsce za Chorwacją i Rosją i po raz pierwszy od 1994 roku nie zakwalifikowali się do międzynarodowego turnieju. Do słabych wyników w spotkaniach kwalifikacyjnych (0:2 i 2:3 z Chorwacją, 1:2 z Rosją, po 0:0 z Izraelem i Macedonią) dołożyły się również przegrane w prestiżowych meczach towarzyskich, z Niemcami (1:2) i Hiszpanią (0:1). W sumie McClaren prowadził reprezentację w 18 spotkaniach, zanotował 9 zwycięstw, 4 remisy i 5 porażek. Dzień po decydującym o awansie (Anglikom wystarczał remis) meczu z Chorwacją (2:3 w Londynie) otrzymał wymówienie.
Komentatorzy podkreślali, że głównymi przyczynami nieudanej kadencji najmłodszego w historii reprezentacji Anglii selekcjonera były: spadek formy dotychczasowych liderów drużyny Lamparda i Gerrarda, którym McClaren konsekwentnie ufał; przedwczesna rezygnacja z usług Davida Beckhama, a następnie, po kilku porażkach w eliminacjach, powrót byłego kapitana do kadry wymuszony głównie przez dziennikarzy i kibiców, co poważnie nadwyrężyło autorytet selekcjonera; kłopoty z obsadą bramkarza: najpierw bezkrytyczne stawianie na popełniającego błędy Paula Robinsona, a następnie, w decydującym o awansie meczu, zamienienie go na mającego na swoim koncie jeden mecz w kadrze Scotta Carsona, który walnie przyczynił się do porażki z Chorwacją; eksperymenty taktyczne (McClaren na pewien czas powrócił do odstawionego w 1999 roku systemu 1-3-5-2), a także uległy charakter samego trenera, który nie potrafił przeciwstawić się coraz bardziej agresywnym mediom, nazywającym go „McClownem” lub „Myszką Miki”.
Do pracy szkoleniowej powrócił w czerwcu 2008 roku. Został trenerem grającego w holenderskiej Eredivisie FC Twente. Na zakończenie sezonu 2008–2009 zdobył z tym klubem wicemistrzostwo Holandii. Rok później sięgnął zaś po pierwsze w historii Twente mistrzostwo kraju.
Kilka dni po tym sukcesie, przyjął propozycję prowadzenia VfL Wolfsburg. 7 lutego 2011 roku został zwolniony z funkcji trenera VfL Wolfsburg.
13 czerwca 2011 został trenerem Nottingham Forest podpisując trzyletni kontrakt. Po dziesiątej kolejce ligowej zrezygnował z posady trenera Nottingham Forest.
5 stycznia 2012 objął stanowisko trenera w FC Twente, zastępując Co Adriaanse.
We wrześniu 2013 roku został nowym trenerem Derby County po tym, jak zwolniono Nigela Clougha.
10 czerwca 2015 został trenerem Newcastle United. 11 marca 2016 został zwolniony z klubu.

## Sukcesy szkoleniowe
- Puchar Ligi Angielskiej 2004, finał Pucharu UEFA 2006 oraz 1/8 finału Pucharu UEFA 2005 z Middlesbrough
- mistrzostwo Holandii 2010 i wicemistrzostwo Holandii 2009 z FC Twente